# Nancy Wu
Nancy Wu (Chino: 胡定欣, n. 9 de septiembre de 1981) es una actriz  hongkonesa contratada por TVB y Shaw Brothers Pictures. Ganó el Premio Aniversario de la TVB a la Mejor Actriz en los Premios Aniversario de la TVB en 2015 y 2016 consecutivamente.

## Carrera
En 1999 participó en el 18.º Concurso Anual de Nuevos Talentos de la TVB y quedó en cuarto lugar.
En 2001, participó en el 3.er Concurso Anual de Chicas de Portada de la TVB y ganó el premio a la más fotogénica, el premio a la más guapa, el premio al más atractivo y el premio al ganador absoluto. A continuación, se inscribió en la 18.ª clase de interpretación de la TVB y entró en la industria del entretenimiento.
En noviembre de 2012 recibió el premio Long Service Award de la TVB por sus contribuciones a la empresa.  También fue galardonada con el TVB Star Awards Malaysia a Mi Actriz Secundaria Favorita en noviembre de 2012, el Asian Television Award, así como el TVB Anniversary Awards a la Mejor Actriz Secundaria en diciembre de 2012.
En 2015 y 2016, respectivamente, Wu había recibido el Premio Aniversario de la TVB a la Mejor Actriz dos veces consecutivas durante los Premios Aniversario de la TVB y también a la Actriz Favorita de la TVB en los Premios Estrella de la TVB de Malasia.
En los últimos años, ha sido continuamente nominada a los principales premios durante los TVB Anniversary Awards, los TVB Star Awards Malaysia y también en el StarHub TVB Award en Singapur.
Además, participó en otros trabajos como en una obra de teatro de 2018 By Chance: Xu Zhimo con Steven Ma y también en películas como Men on the Dragon en el mismo año, donde fue nominada en 2019 durante la 38.ª edición de los Premios de Cine de Hong Kong como mejor intérprete novel.
En 2020 firmó un contrato con Shaw Brothers Pictures.

## Filmografía

### TV series (TVB)
| Año     | Título                          | Personaje                | Awards | Notes                            |
| ------- | ------------------------------- | ------------------------ | --- | -------------------------------- |
| 2003    | Point of No Return              | Guest                    | | Cameo                            |
| 2003    | Aqua Heroes                     | Nurse                    | | Cameo                            |
| 2003    | The 'W' Files                   | Train Passenger          | | Ep. 11                           |
| 2003    | Virtues Of Harmony              | Obese Lady               | | Cameo Appearance                 |
| 2003    | Life Begins at Forty            | Tutor Worker             | | Aparición en escena              |
| 2003    | Seed of Hope                    | Nurse                    | | Aparición en escena              |
| 2003    | Not Just a Pretty Face          | Ann                      | | Aparición en escena              |
| 2003    | Find The Light                  | Siu Yu                   | | Aparición en escena              |
| 2003    | The Driving Power               | Lily                     | | Aparición en escena              |
| 2003    | Triumph in the Skies            | Coco Ling Cheuk-chi      | | Papel de apoyo                   |
| 2004    | The Legend of Love              | Third Fariy              | | Aparición en escena              |
| 2004    | Riches and Stitches             | Dancer                   | | Aparición en escena              |
| 2004    | Twin of Brothers                | Wan Wan                  | | Papel de apoyo                   |
| 2005    | The Zone (Hong Kong TV series)  | Lau Mei Mei              | | Papel de apoyo                   |
| 2005    | Lost in the Chamber of Love     | Cheung Nim Wai           | | Papel de apoyo                   |
| 2005    | Revolving Doors Of Vengeance    | Maria                    | | Aparición en escena              |
| 2005    | When Rules Turn Loose           | Cheung Lai Kei           | | Papel de apoyo                   |
| 2006    | Welcome to the House            | "Sugar" Tong Tong        | | Papel de apoyo                   |
| 2006    | Love Guaranteed                 | Julie                    | | Aparición en escena (Ep.07)      |
| 2006    | At Home With Love               | Cindy                    | | Aparición en escena              |
| 2006    | Face to Fate                    | Sum Kong Hung            | | Papel de apoyo                   |
| 2007    | Ten Brothers                    | Yeun Tong-tong           | | Papel de apoyo                   |
| 2008    | Wars of In-Laws II              | Iris                     | TVB Anniversary Award for Most Improved Female Artiste | Papel de apoyo                   |
| 2008    | D.I.E                           | Momoko                   | TVB Anniversary Award for Most Improved Female Artiste | Papel de apoyo                   |
| 2008    | The Silver Chamber of Sorrows   | Ha Fei-fei               | TVB Anniversary Award for Most Improved Female Artiste | Papel de apoyo                   |
| 2008    | Legend of the Demigods          | Ka Lau Lo/Mok Che        | TVB Anniversary Award for Most Improved Female Artiste | Papel de apoyo                   |
| 2009    | The Winter Melon Tale           | Fok Sze Sze              | | Papel de apoyo                   |
| 2009    | A Bride for a Ride              | Wong Sau Ying            | | Papel de apoyo                   |
| 2009    | Rosy Business                   | Sun Hoi Tong             | | Papel de apoyo                   |
| 2009    | D.I.E. Again                    | Momoko                   | | Papel de apoyo                   |
| 2009    | A Chip Off the Old Block        | Leung Peen-peen          | | Papel de apoyo (Ep.11)           |
| 2010    | A Fistful of Stances            | Chow Bing-bing           | | Papel principal de apoyo         |
| 2010    | Every Move You Make             | Tang Ping-ping           | | Cameo Appearance                 |
| 2010    | No Regrets                      | Ma Lai-wah               | | Papel de apoyo                   |
| 2010    | Gun Metal Grey                  | Hui Man-sze              | My AOD Favourites Award for My Favourite Most Promising Female Artiste | Papel principal de apoyo         |
| 2011    | Forensic Heroes III             | Eva Chow Yik-fei         | | Papel principal de apoyo         |
| 2011    | Curse of the Royal Harem        | Borjigit Ching-yu        | | Papel de apoyo                   |
| 2012    | The Hippocratic Crash           | Nurse                    | | Aparición como invitado          |
| 2012    | Daddy Good Deeds                | Wendy Wan                | | Papel de apoyo                   |
| 2012    | Gloves Come Off                 | Ting Yan-chi             | TVB Anniversary Award for Best Supporting Actress My AOD Favourite Award for Best Supporting Actress Asian Television Awards for Best Supporting Actress | Papel principal de apoyo (Ep.06) |
| 2012    | The Confidant                   | Sin-yung                 | | Papel de apoyo                   |
| 2013    | Season of Love                  | Kim Ho Chau-sang         | | Ep.11-15                         |
| 2013    | Triumph in the Skies II         | Coco Ling Cheuk-chi      | TVB Star Award Malaysia for Favourite TVB Supporting Actress | Papel principal de apoyo         |
| 2013    | Coffee Cat Mama                 | So Mei                   | | Papel principal de apoyo         |
| 2014    | Gilded Chopsticks               | Nin Yeuk-bik             | | Papel principal de apoyo         |
| 2014    | The Ultimate Addiction          | Anson Fong Ming-yu       | TVB Star Award Malaysia for Top 15 Favourite TVB Drama Characters StarHub TVB Award for My Favourite TVB Female TV Characters | 2.ª mujer protagonista           |
| 2014    | Tiger Cubs II                   | Kim Kam Sau-kei          | | Papel de apoyo                   |
| 2014    | Overachievers                   | "Man" Mandy Ting Man-chi | | 1.ª mujer protagonista           |
| 2015    | Ghost of Relativity             | "Gin" Keung Yung         | TVB Anniversary Award for Best Actress TVB Star Award Malaysia for Favourite TVB Actress TVB Star Award Malaysia for Top 16 Favourite TVB Drama Characters StarHub TVB Award for My Favourite TVB Female Drama Characters | 2nd Female Lead                  |
| 2016    | Short End of the Stick          | Kam Heung                | | 1.ª mujer protagonista           |
| 2016    | House of Spirits                | Chu Chan-chan            | | 1.ª mujer protagonista           |
| 2016    | A Fist Within Four Walls        | Tiu Lan                  | TVB Anniversary Award for Best Actress TVB Star Award Malaysia for Favourite TVB Actress StarHub TVB Award for My Favourite TVB Actress TVB Star Awards Malaysia for Top 15 Favourite TVB Drama Characters TVB Star Award Malaysia for Favourite TVB Onscreen Couple (with Ruco Chan) StarHub TVB Awards for My Favourite Onscreen Couple (with Chan) TVB Anniversary Award for Most Popular Drama Theme Song (with Chan) TVB Star Award Malaysia for Favourite TVB Drama Theme Song (with Chan) StarHub TVB Award for My Favourite TVB Theme Song (with Chan) | 1.ª mujer protagonista           |
| 2016    | My Lover from the Planet Meow   | "Cat" Chiu Yiu           | | 2.ª mujer protagonista           |
| 2017    | Phoenix Rising                  | Yip Tsz-shan             | | Papel de apoyo                   |
| 2017    | The Unholy Alliance             | Yuen Tsing-yan           | StarHub TVB Award for My Favourite TVB Female Drama Characters TVB Star Award Malaysia for Top 17 Favourite TVB Drama Characters TVB Star Award Malaysia for Favourite TVB Onscreen couple (with Ruco Chan) | 2.ª mujer protagonista           |
| 2018    | Deep in the Realm of Conscience | Wong Chun                | Jade Music Award for Best Theme Song | 1.ª mujer protagonista           |
| 2019    | Justice Bao: The First Year     | Wan Chin-yu              | | 1.ª mujer protagonista           |
| TBA     | Big White Duel II               | Dr. Ip Ching             | | 1.ª mujer protagonista           |
| Filming | Narcotics Heroes                | Cheung Lam               | | 1.ª mujer protagonista           |

### Dramas televisivos (Shaw Brothers Pictures)
| Año | Título        | Personaje            | Notes                  |
| --- | ------------- | -------------------- | ---------------------- |
| TBA | 廉政狙擊·黑幕 | Lok Tsz-yan / To Man | 1.ª mujer protagonista |

### Películas
- Men on the Dragon (2018)

## Audiolibros
- Storm Warning (2014) (Nora Roberts) - Narrator
- Daisy Jones & The Six (2019) (Taylor Jenkins Reid) - Elaine Chang

## Discografía

### Bandas sonoras de teatro
| Año  | Título del drama                                 | Título de la canción                         | Notas                             |
| ---- | ------------------------------------------------ | -------------------------------------------- | --------------------------------- |
| 2012 | The Confidant 大太监                             | Yat Yuet (日月)                              | with Wayne Lai (Sub Theme Song)   |
| 2014 | A Fist Within Four Walls 城寨英雄                | Never Know You Are the Best (從未知道你最好) | with Ruco Chan (Sub Theme Song)   |
| 2016 | My Lover from the Planet Meow 來自喵喵星的妳     | Pamper (得寵)                                | with Kristal Tin (Sub Theme Song) |
| 2017 | The No No Girl 全職沒女                          | "That's the Way I Am" (我有我美麗)           | Drama Theme Song                  |
| 2018 | Deep in the Realm of Conscience 宫心计2 ：深宫计 | Regretless (無悔無愧)                        | Drama Theme Song                  |
| 2018 | Deep in the Realm of Conscience 宫心计2 ：深宫计 | Moon and Sea (明月與海)                      | with Steven Ma (Sub Theme Song)   |